# José Siles González
José Siles González (Cartagena, Murcia, 1957) es un escritor, antropólogo y profesor. Diplomado en Enfermería. Licenciado en Pedagogía. Doctor en Historia. Catedrático de Universidad de la Facultad de Ciencias de la Salud Universidad de Alicante. Sus publicaciones en el ámbito de la investigación se vertebran en dos líneas: historia de la enfermería y antropología de los cuidados. Dirige la revista: Enfermería y Cultura de los Cuidados. También ha publicado obras narrativas y poesía.

## Biografía
Su infancia transcurre en su ciudad natal, Cartagena, donde cursa sus estudios de primaria en el Patronato de Cartagena (1962-1969), y de secundaria en el Instituto de Enseñanza Media Isaac Peral. Tras un breve periodo en la Marina inicia su periodo universitario en Murcia (licenciado en historia y pedagogía, ATS), gracias a esta última titulación, lo que hoy se conoce como “enfermería”, trabaja en ciudades andaluzas como Cabra, Córdoba y Almería. A finales de los ochenta recala en Alicante, donde realiza su doctorado en historia y comienza a impartir clases en la Universidad de Alicante, en la cual ocupa actualmente un puesto de Catedrático de Universidad en la Facultad de Ciencias de la Salud. 
Fue nombrado académico de número  de la Academia de Enfermería de la Comunidad Valenciana en el año 2023.

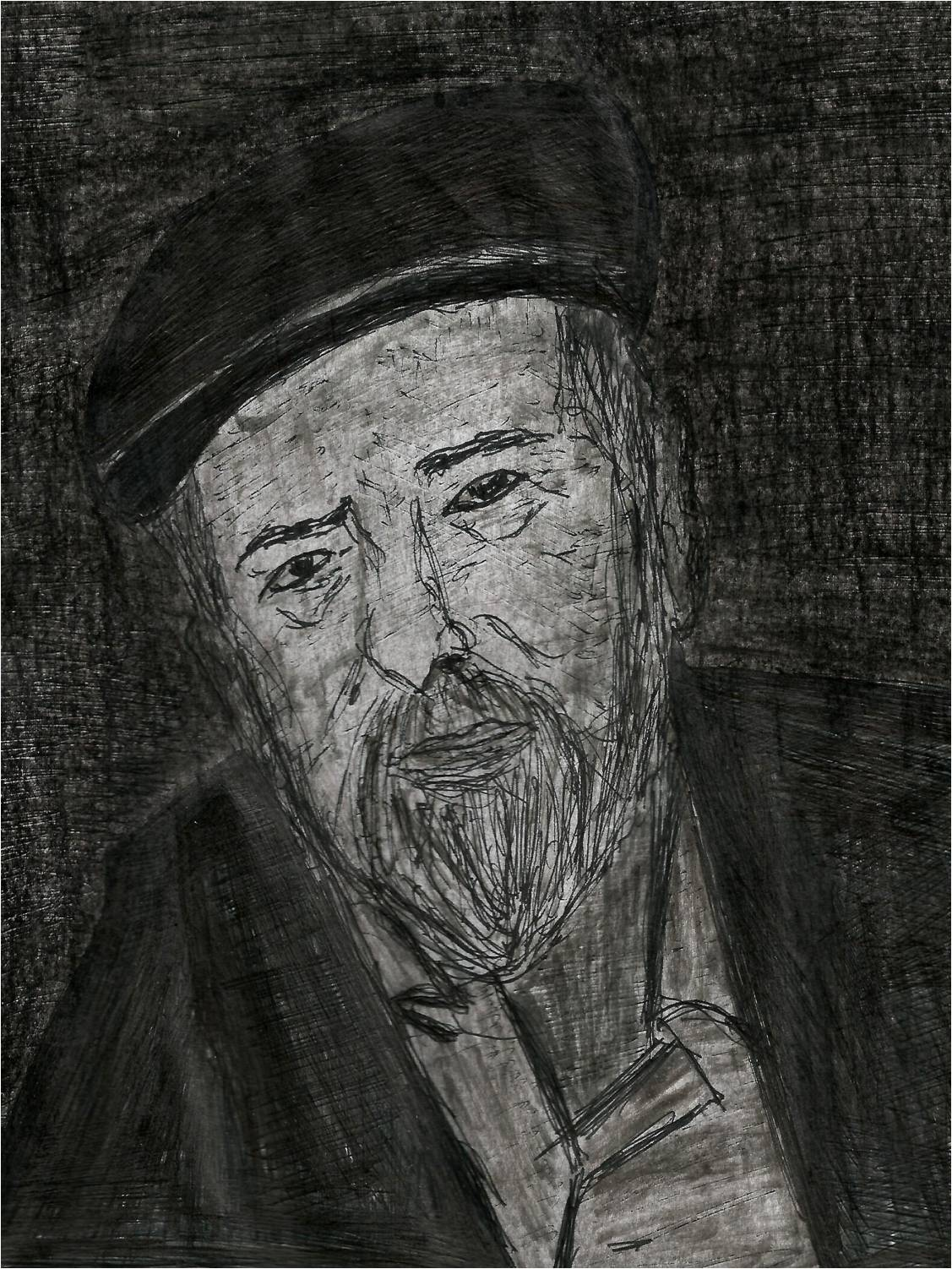
José Siles dibujado por Francisco Herrera Rodríguez

Haciendo alusión a su faceta de escritor, el propio autor señala «Desde el principio hasta el final, me he sentido atraído por la literatura, y gracias a ella en general y a autores como: Goytisolo, Landero, Joyce, Faulkner o José María Álvarez, me ha sido más fácil sobrellevar eso que llamamos "las cosas de la vida"».

## Publicaciones
Entre sus publicaciones, destacan:

### Narrativa
- Resaca estigia. Osario, Cartagena, 1986.
- La última noche de Erik BiKarbonato. Aguaclara, Alicante, 1991. (Premio Café Iruña, Bilbao.)
- El hermeneuta insepulto y otros relatos. Ayuntamiento de Villajoyosa, 1992. (Premio ciudad de Villajoyosa, 1991).
- La delirante travesía del soldador borracho y otros relatos. Instituto de Cultura Juan Gil-Albert, Alicante, 1995.
- Incluido en la antología: Nueva narrativa Alicantina, con la obra "La Utopía Reptante". Eediciones Tucumán, Alicante, 1997.
- El latigazo. Huerga & Fierro, Madrid, 1997. (Finalista en premio de novela Ciudad de Barbastro).
- La Venus de Donegal. Libertarias Prodhufi, Madrid, 2012.
- La Utopía Reptante y Otros Relatos. Verbum, Madrid, 2015.
- Kartápolis. La Enfermera del San Simón. Editorial Amarante, Salamanca, 2017 (incluido como autor referente en dicha editorial)

### Poesía
Poemarios
- Protocolo del hastío. Vitruvio/ Colección Covarrubias, Madrid, 1996.
- El sentido del navegante. Instituto de Estudios Modernistas, Valencia, 2000.
- Incluido en la antología: Poetas Valencianos del 90. Antología y Diccionario (Editor Ricardo Llopesa). Instituto de Estudios Modernistas, Valencia, 2000.
- La sal del tiempo. Huerga & Fierro, Madrid, 2006.
- Los Tripulantes del Líricus. Editorial Devenir, Madrid, 2014.
- Diez voces de la poesía actual (antología). Editorial Trirremis, Murcia, 2018.
- La estructura del aire. Editorial Verbum, Madrid, 2019.[7]
- El desamparo del tabú en flor. Madrid: Verbum[8][9]
- Espejo de monos alumbrados. Madrid: Vitruvio.[10]

## Premios literarios
Entre los premios, sobresalen:
- Café Iruña de Bilbao de novela.
- Ciudad de Villajoyosa de narrativa corta.